# Ajowan
Ajowan (Trachyspermum ammi) ist eine Pflanzenart aus der Gattung Trachyspermum innerhalb der Familie der Doldenblütler (Apiaceae). Sie wird als Gewürz- und Heilpflanze verwendet.

## Beschreibung

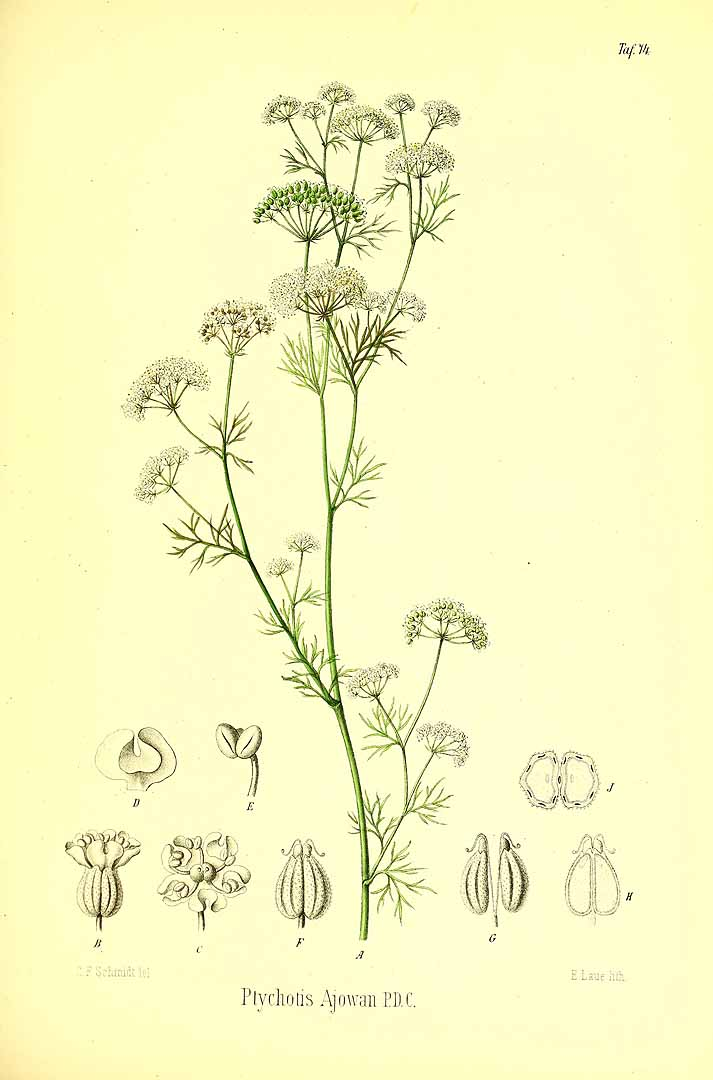
Illustration

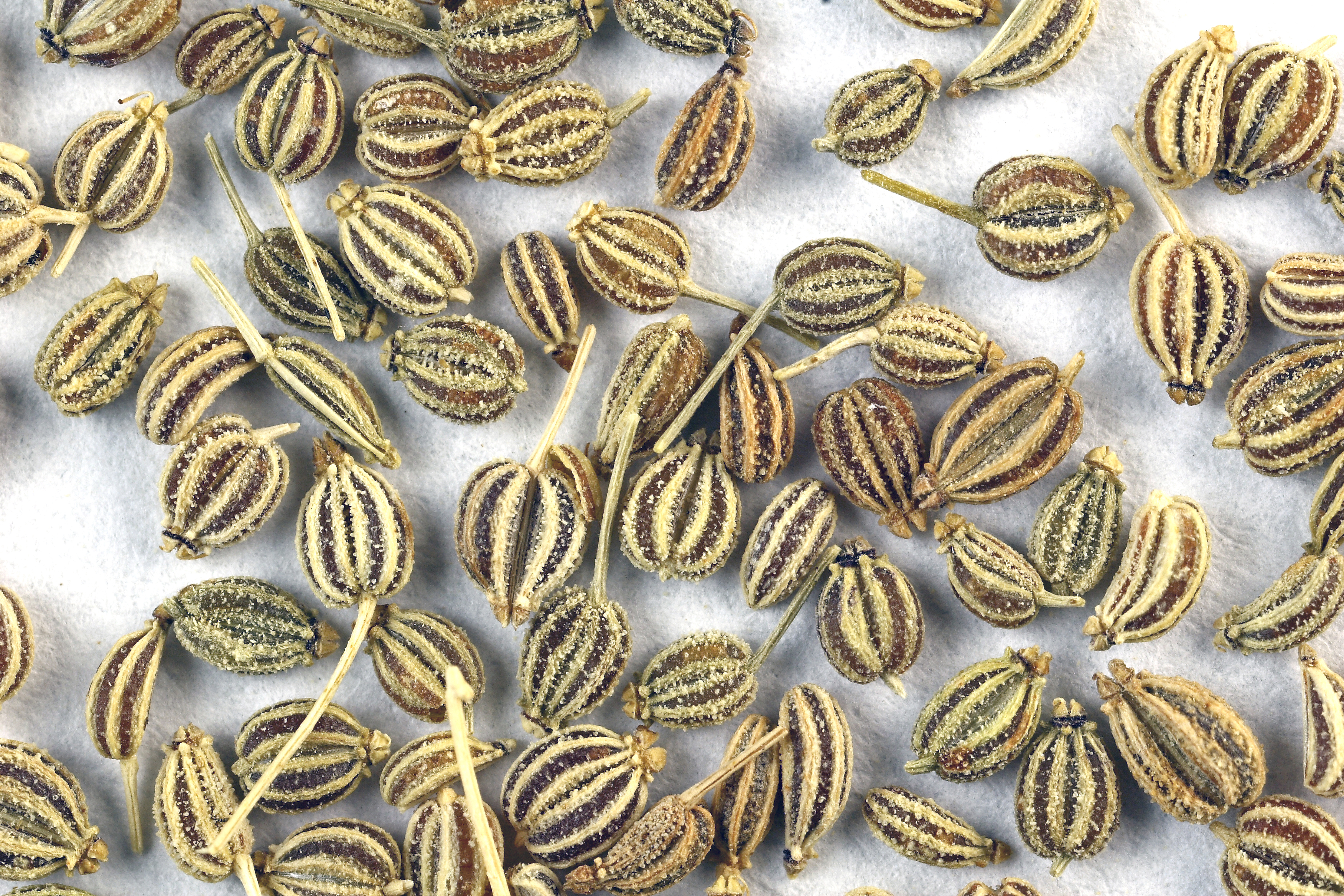
Doppelachänen

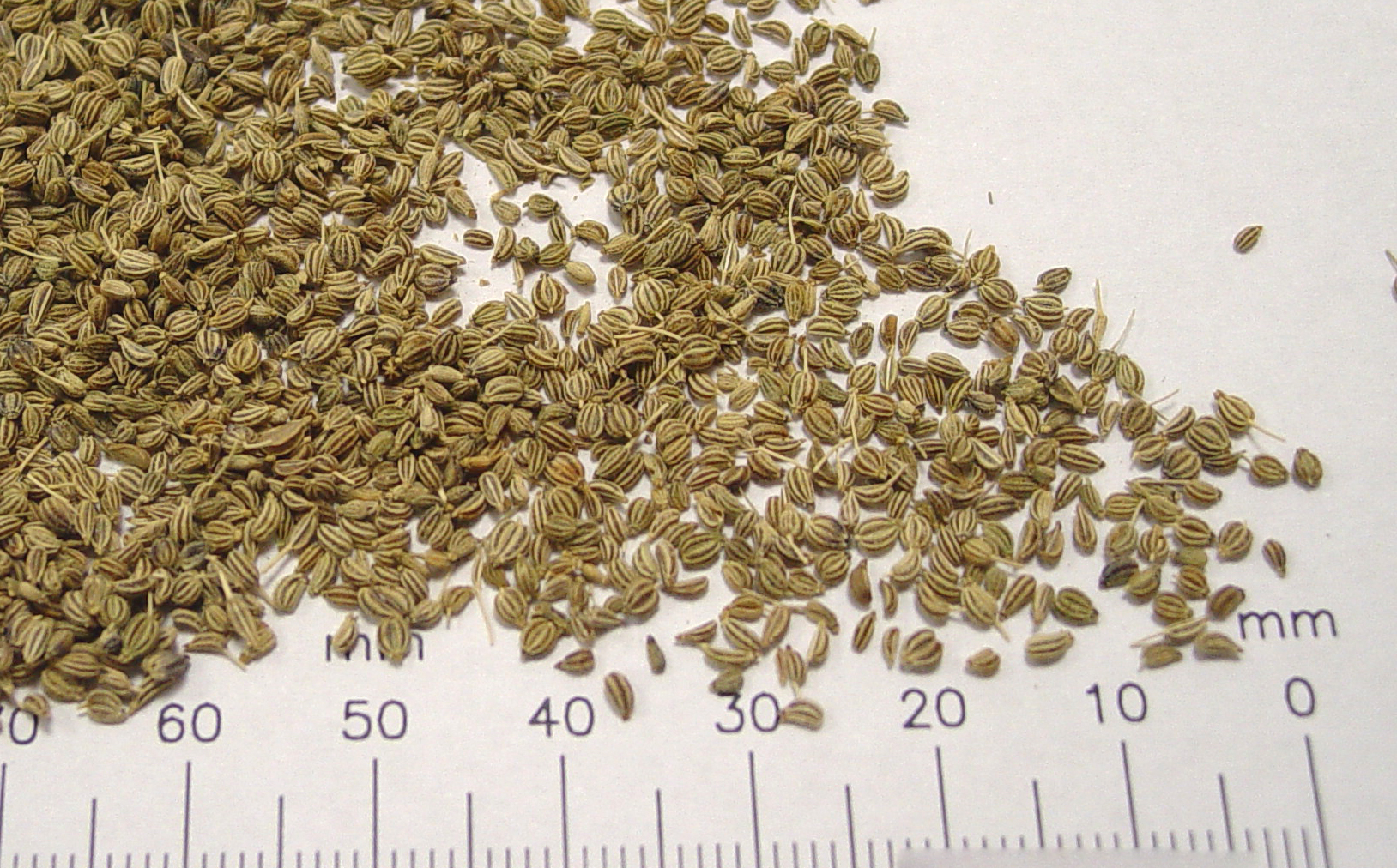
Früchte

### Vegetative Merkmale
Ajowan ist eine einjährige krautige Pflanze, die Wuchshöhen von bis über 70 Zentimetern erreicht.
Die wechselständig am Stängel angeordneten Laubblätter sind in Blattstiel und -spreite gegliedert. Die Blattspreite ist zwei- bis dreifach fiederschnittig mit schmal linealischen, ganzrandigen spreizenden Zipfeln letzter Ordnung.

### Generative Merkmale
Die gestielten Blüten befinden sich in einem doppeldoldigen Blütenstand, der 5- bis 15-strahlig ist mit Hüllen und Hüllchen. Die Hüllblätter sind oft dreispaltig.
Die meist zwittrigen Blüten sind fünfzählig mit doppelter Blütenhülle. Die relativ dicken Kelchzähne sind eiförmig mit stumpfem oberen Ende.  Die Kronblätter sind weiß, außen im Mittelfeld kurz borstig behaart, am oberen Ende tief herzförmig ausgerandet mit faltig eingeschlagenem Zipfel. Es ist ein Stylopodium am unterständigen Fruchtknoten mit zwei kurzen Griffeln vorhanden. Die knapp 2 Millimeter große, ovale Spaltfrucht mit ausgeprägten Längsrippen ist an der Spitze halsartig verjüngt und überall von weißlichen blasenförmigen Papillen dicht warzig rau.
Die Chromosomenzahl beträgt 2n = 18.

## Herkunft
Ajowan stammt wahrscheinlich aus dem östlichen Mittelmeerraum, möglicherweise aus Ägypten. Nach Euro+Med ist Trachyspermum ammi einheimisch im Gebiet von Israel und Jordanien und ist in Ägypten ausgestorben. Manche Autoren geben auch Indien als Ursprungsland an. In Äthiopien, Ägypten, Afghanistan, Tadschikistan und Usbekistan ist Trachyspermum ammi ein Neophyt.
Trachyspermum ammi wird seit dem Altertum kultiviert und erreichte bereits im frühen Hellenismus Indien (vgl. den Namen). Die wichtigsten Anbaugebiete sind heute der Iran und Indien.

## Taxonomie
Die Erstveröffentlichung erfolgte 1753 unter dem Namen (Basionym) Sison ammi durch Carl von Linné in Species Plantarum, Tomus I, S. 252. Die Neukombination zu Trachyspermum ammi (L.) Sprague wurde durch Thomas Archibald Sprague in Bulletin of miscellaneous Information, Jahrgang 1928, Teil 7, S. 228 veröffentlicht. Weitere Synonyme für Trachyspermum ammi (L.) Sprague sind: Sison ammi L., Trachyspermum copticum (L.) Link, Carum copticum (L.) Benth. & Hook.f. ex C.B.Clarke, Ptychotis coptica (L.) DC., Ptychotis ajowan DC. und Ammi copticum L.

## Trivialnamen
Der Name stammt von यवन yavana, deutsch ‚Grieche, Ionier‘. Trivialnamen sind auch Königskümmel, früher auch Ägyptischer Ammei (siehe auch Große Knorpelmöhre), Mohrenkümmel und Herrenkümmel.

## Inhaltsstoffe
Getrocknete Ajowanfrüchte (oft ungenau als Ajowansamen bezeichnet) enthalten bis zu 5 % ätherisches Öl, das zum größten Teil aus Thymol besteht. Ebenso sind sehr viele Gamma-Terpene und Orthocymene enthalten.

## Verwendung
Die getrockneten Früchte des Ajowans haben ein starkes Thymianaroma und schmecken brennend-aromatisch. Sie werden als Gewürz verwendet. In der indischen Küche werden sie oft stärkehaltigen Gemüsen wie z. B. Kartoffeln hinzugefügt. Hülsenfrüchte, die in Indien eine große Rolle als Proteinquelle spielen, werden dort sehr oft mit Ajowan gewürzt, wodurch sie bekömmlicher werden.
Da die Aromen des Ajowan eher fett- als wasserlöslich sind, ist es sinnvoll, die Samen zunächst kurz in Butter oder Öl anzubraten und diese Zubereitung dann dem Essen beizumengen. Geschmacksgebende Verbindungen werden so gelöst und besser im Gericht verteilt. Das Aroma wird spürbar verstärkt. 

### Heilwirkung
Das aus den Früchten (Fructus ajowani) durch Destillation gewonnene Ajowanöl diente früher als kommerzielle Quelle von Thymol, das als wirksames Expektorans vielfach Bestandteil von Hustentropfen ist, heute aber synthetisch produziert wird.

## Verwechslungen
Ajowanfrüchte werden trotz ihres ganz anderen Aussehens und Geruchs oft als Liebstöckelfrüchte gehandelt. Der englische Name von Ajowan, bishop’s weed, wird gelegentlich als Bischofskraut übersetzt, was eine Fehlübersetzung ist, da diese Bezeichnung im Deutschen für die Zahnstocher-Knorpelmöhre (Ammi visnaga) steht.